# Gilip-patak
A Gilip-patak a Zempléni-hegységben ered, Hernádkércs keleti határában, Borsod-Abaúj-Zemplén vármegyében, mintegy 200 méteres tengerszint feletti magasságban. A patak forrásától kezdve délkeleti irányban halad, majd Legyesbénye déli részénél éri el a Takta folyót.
A patakba Erdőbényétől délre a Mély-patak torkollik.

## Part menti települések
- Legyesbénye
- Bekecs